# Jonah Bobo
Jonah Bobo (Nova York, 24 de janeiro de 1997) é um ator norte-americano.

## Biografia
Bobo faz parte de uma família judaíca. Sua mãe, Denise Raimi, é uma fisioterapeuta e personal trainer. Jonah tem uma irmã mais nova chamada Georgia. Seu primeiro filme foi The Best Thief in the World de 2004. Ele co-estrelou com Christopher Walken e Josh Lucas no drama de 2004, Around the Bend. Jonah interpretou o personagem Danny no filme de 2005, Zathura: Uma Aventura Espacial, junto com Josh Hutcherson, Dax Shepard e Kristen Stewart.

## Filmografia
| Filmes      | Filmes                         | Filmes        | Filmes                                |
| Ano         | Título                         | Papel         | Notas                                 |
| ----------- | ------------------------------ | ------------- | ------------------------------------- |
| 2012        | Disconnect                     | Ben Boyd      |                                       |
| 2011        | Crazy, Stupid, Love            | Robbie Weaver |                                       |
| 2008        | Choke                          | Victor jovem  |                                       |
| 2006        | O Cão e a Raposa 2             | Todd          | Voz                                   |
| 2005        | Zathura: Uma Aventura Espacial | Danny         |                                       |
| 2005        | Strangers with Candy           | Shamus Noblet | Não creditado                         |
| 2004        | Around the Bend                | Zach Lair     |                                       |
| 2004        | The Best Thief in the World    | Sam Zaidman   |                                       |
| Televisão   |                                |               |                                       |
| Ano         | Título                         | Papel         | Notas                                 |
| 2009        | Royal Pains                    | Arlo Grant    | 1 episódio                            |
| 2009        | 30 Rock                        | Ethan         | 1 episódio                            |
| 2004 - 2012 | The Backyardigans              | Austin        | Episódios em que o personagem aparece |

## Prêmios e Indicações
| Prêmios | Prêmios   | Prêmios             | Prêmios                                                       | Prêmios                        |
| Ano     | Resultado | Premiação           | Categoria                                                     | Título                         |
| ------- | --------- | ------------------- | ------------------------------------------------------------- | ------------------------------ |
| 2006    | Indicado  | Young Artist Awards | Melhor Performance em Filme - Ator Jovem com 10 Anos ou Menos | Zathura: Uma Aventura Espacial |